# Varbitsa (huyện)
Varbitsa là một huyện thuộc tỉnh Shumen, Bungaria. Dân số thời điểm năm 2001 là 11249 người.